# Зоркий (клуб по хоккею с мячом)
«Зо́ркий» — команда по хоккею с мячом из города Красногорска Московской области. Основана в 1937 году. Чемпион СССР 1979 года, Чемпион СНГ 1992 года, победитель первого чемпионата России 1993 года. В настоящее время выступает во Всероссийских соревнованиях среди команд Высшей лиги.

## История
Команда в рабочем поселке Красногорск при Особом заводе № 69 им. Ленина НКВД СССР основана в 1937 году под названием «Снайпер», представляя одноимённое спортобщество профсоюза рабочих точной промышленности.
- в 1938—1941 годах и после возобновления выступлений с 1947 года (при Красногорском механическом заводе) команда носит название «Зенит» (представляла ДСО «Зенит»).
- с 1957 г. — «Труд» (представляла ДСО «Труд», образованное в 1957 году).
- с 20 июля 1966 года — «Зоркий» (в 1966—1987 годах вновь представляла восстановленное ДСО «Зенит»).

Впервые приняла участие в чемпионате Московской области в феврале—марте 1938 года и стала чемпионом.
Вероятно, что команда принимала участие в зональном турнире Кубка СССР 1940 года, где проиграла в первом матче.
После войны возобновила выступления в чемпионате Московской области в 1947 году и представляла образованный в 1942 году Красногорский механический завод.
В сезоне 1953/54 дебютировала во всероссийских соревнованиях в зональном турнире чемпионата РСФСР. В следующем сезоне команда заняла 3-е место в зональном турнире, этот же результат был повторён в сезоне 1959/1960.
В сезоне 1960/61 команда выиграла зональные соревнования во второй группе чемпионата РСФСР, в финальных соревнованиях второй группы команда заняла 4-е место.
В результате реорганизации чемпионата СССР 1962 года, команды, выступавшие в чемпионатах СССР и РСФСР сезона 1960/61, начали соревнования с чемпионатов городов, областей, краёв и АССР. Заняв второе место в чемпионате Московской области (турнир был одновременно и зональным турниром чемпионата РСФСР), команда получила право принять участие в чемпионате СССР. 28 февраля 1962 года команда проводит свой первый матч в чемпионате СССР против архангельского «Водника» (1:5), первый в истории клуба мяч в высшем дивизионе забил Фёдор Базаев. 4 марта 1962 года «Труд» одерживает свою первую победу в чемпионате, со счетом 3:1 сенсационно переиграв действующего чемпиона страны московское «Динамо». По итогам чемпионата команда заняла 10-е место из 12-ти команд.
Следующие два сезона команда участвует в высшем дивизионе чемпионата СССР (класс «А»).
Сезоны 1964/65, 1965/66 и 1966/67 команда провела во второй группе класса «А» (второй по силе дивизион чемпионата СССР).
По итогам сезона 1967/68 команда должна была покинуть высший дивизион, но решением Федерации хоккея с мячом СССР сохранила своё место и со следующего сезона больше не покидала первую группу класса «А» (далее — высшая лига) чемпионатов СССР.
В следующих десяти сезонах подмосковная команда три раза занимала 5-е место в чемпионате, а в сезонах 1975/76 и 1976/77 по итогам чемпионата заняла 4-е место.
В сезоне 1978/79 «Зоркий» впервые становится чемпионом СССР.
Следующие сезоны для подмосковной команды становятся «кубковыми», в 1985, 1986, 1989, 1990, 1991 годах команда побеждает в Кубке СССР, в 1990 году — в Кубке мира.
В 1992 году «Зоркий» стал победителем чемпионата СНГ и обладателем Кубка европейских чемпионов.
В 1993 году «Зоркий» победил в первом чемпионате России и тем самым стал первым чемпионом постсоветской России, также побеждает в первом розыгрыше Кубка России.
Социальная нестабильность начала 1990-х годов привела к отъезду ведущих игроков отечественных команд в клубы Швеции, Финляндии и Норвегии. Не стал исключением и «Зоркий». После победного сезона 1992/93 в последующих десяти сезонах в чемпионате страны наивысшим достижением подмосковной команды было 10-е место в сезонах 1993/94 и 2000/01.
В 2000-х годах усилиями президента клуба В. П. Статкевича, нашедшего поддержку у местных властей, «Зоркий» вернулся в число сильнейших команд России. В 2007, 2008, 2010 и 2013 годах были завоёваны серебряные медали чемпионата России, в 2012 году команда победила в Кубке мира.
В 2015—2017 годах команда испытывала финансовые трудности, сезон 2016/17 провела во втором по силе дивизионе российского хоккея с мячом — Высшей лиге.
В 2017 году команда вернулась в Суперлигу и по итогам сезона заняла 11-е место.
С сезона 2019/2020 выступает в соревнованиях команд Высшей лиги.
По итогам сезона 2022/23 команда стала бронзовым призёром финального этапа всероссийских соревнований среди команд Высшей лиги.

## Стадион
Заводской стадион был построен в 1935 году. Тогда он располагался на месте нынешней арены (ул. Пионерская, 31). В военное время стадион был разрушен — дров не хватало и в печку быстро ушли все деревянные скамейки и ворота. Вследствие чего хоккей в Красногорске в военное и первое послевоенное время не развивался.
На реконструированном стадионе хоккейная команда КМЗ возобновила участие в чемпионате Московской области в сезоне 1947/48.
В 2002 году стадион прошёл реконструкцию, была установлена морозильная установка для создания искусственного льда, над трибунами появились козырьки, установлены два новых табло, появились VIP-ложи, пресс-центр, обновлены мачты освещения.

## Достижения
- Чемпион СССР 1979 года
- Чемпион СНГ 1992 года
- Чемпион России 1993 года
- Серебряный призёр чемпионатов СССР 1983, 1985, 1991 годов
- Серебряный призёр чемпионатов России 2007, 2008, 2010, 2013 годов
- Бронзовый призёр чемпионатов СССР 1980, 1982, 1987, 1989 годов
- Бронзовый призёр чемпионатов России 2004, 2011, 2012, 2014 годов
- Обладатель Кубка СССР 1985, 1986, 1989, 1990, 1991 годов
- Серебряный призёр Кубка СССР 1983 года (круговой турнир 4-х команд)
- Обладатель Кубка России 1993 года
- Финалист Кубка России 2006, 2007, 2011 (весна), 2012 годов
- Обладатель Кубка европейских чемпионов 1992 года
- Финалист Кубка европейских чемпионов 1979 года
- Бронзовый призёр Кубка европейских чемпионов 1993 года
- Обладатель Кубка мира 1990, 2012 годов
- Финалист Кубка мира 2006 и 2009 годов
- Победитель Кубка чемпионов Эдсбюна 2010, 2011, 2012 годов
- Финалист Кубка чемпионов Эдсбюна 2006, 2007, 2009, 2015 годов
- Бронзовый призёр высшей лиги 2023 года

## Известные игроки
Вячеслав Архипкин, Владимир Баранов, Валерий Бочков, Александр Господчиков, Валерий Грачёв, Алексей Доровских, Александр Епифанов, Константин Залетаев, Пётр Захаров, Максим Ишкельдин, Михаил Климов, Сами Лаакконен, Леонид Лобачев, Юрий Логинов, Вячеслав Манкос, Евгений Манкос, Алмаз Миргазов, Валерий Мозгов, Вячеслав Панёв, Евгений Папугин, Юрий Петров, Дмитрий Солодов, Александр Теняков, Ирик Фасхутдинов, Олег Чубинский, Александр Шишкин, Владимир Янко и многие другие.

## Главные тренеры
1948—1957 — А.Д. Зайцев (играющий главный тренер) 

1957—1960 — Н.Ф. Попов 

1960/1961 — Г.Н. Шибаев 

1961/1962 — Б.И. Петров (январь) — А.Д. Зайцев (февраль—март 1962 года) 

1962—1964 — Андрей Протасов 

1964/1965 — С.Л. Шумихин 

1965—1967 — Н.Ф. Попов (играющий главный тренер в сезоне 1965/1966) 

1967/1968 — Н.Ф. Попов (февраль) — тренерский совет во главе с Михаилом Девишевым (февраль—март 1968 года) 

1968—1981 — Евгений Папугин (13 сезонов подряд, в том числе как играющий главный тренер в 1968—1973 годах) 

1981—1996(февраль) — Евгений Манкос (14 сезонов подряд) 

1996(февраль)—1998(декабрь) — Александр Епифанов (играющий главный тренер) 

1999(январь)—2001 — Евгений Манкос 

2001/2002 — Владимир Янко 

2002/2003 — Владимир Янко — Александр Епифанов (и.о. с февраля 2003 года) 

2003—2005 — Валерий Грачёв 

2005/2006 — Андрей Нуждинов 

2006—2008(март) — Сергей Лихачёв 

2008(март)—2009 — Валерий Грачёв 

2009—2014(ноябрь) — Вячеслав Манкос (5 сезонов подряд) 

2014(ноябрь)—2018 — Андрей Рушкин 

2018/2019 — Александр Епифанов — Валерий Грачёв (с марта 2018 года до начала сезона, и.о с января 2019 года) 

С 2019 года по н. в. — Николай Кулагин 